# Xenocytaea
Xenocytaea is een geslacht van spinnen uit de familie springspinnen (Salticidae).

## Soorten
De volgende soorten zijn bij het geslacht ingedeeld:
- Xenocytaea anomala Berry, Beatty & Prószyński, 1998
- Xenocytaea daviesae Berry, Beatty & Prószyński, 1998
- Xenocytaea maddisoni Berry, Beatty & Prószyński, 1998
- Xenocytaea stanislawi Patoleta, 2011
- Xenocytaea taveuniensis Patoleta, 2011
- Xenocytaea triramosa Berry, Beatty & Prószyński, 1998
- Xenocytaea victoriensis Patoleta, 2011
- Xenocytaea vonavonensis Patoleta, 2011
- Xenocytaea zabkai Berry, Beatty & Prószyński, 1998